# Albert Venohr
Albert Venohr, né le 4 septembre 1902 à Magdebourg (alors dans l'Empire allemand) et mort le 22 juin 1979 à Berlin-Ouest (Allemagne de l'Ouest), est un acteur allemand qui a été principalement vu dans des rôles comiques.

## Biographie

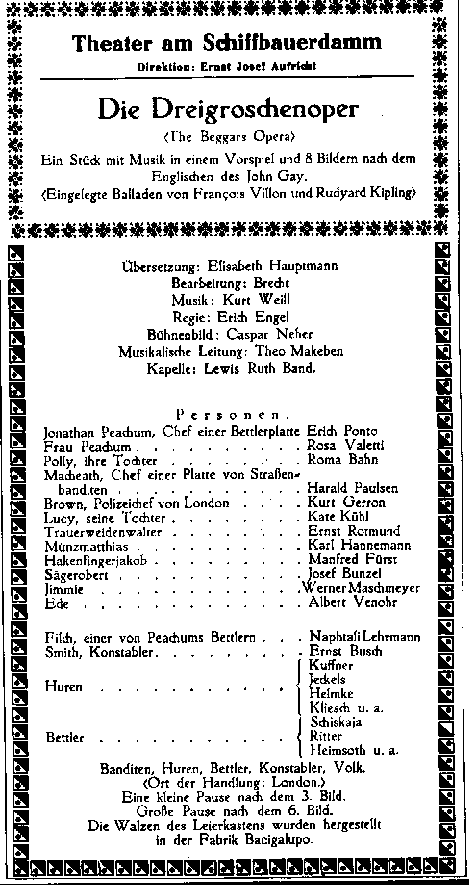
Annonce pour la première de Die Dreigroschenoper (L'Opéra de quat'sous, 1928), avec Venohr dans le rôle de Ede.

Albert Venohr prend des cours de théâtre auprès de Louise Dumont à Düsseldorf et fait ses débuts en 1919 au Reußisches Theater (de) à Gera. En 1921, il reçoit un engagement au Schlossparktheater de Berlin.
Depuis lors, Berlin est son lieu d'activité en tant qu'acteur et metteur en scène, par exemple à la Volksbühne et au théâtre Piscator (de). En 1928, il prend part au rôle d'Ede dans la première de L'Opéra de quat'sous de Brecht. Pendant la Seconde Guerre mondiale, il s'est également produit au Nationaltheater Mannheim (de).
Il fait ses débuts au cinéma dans un petit rôle dès 1918, mais ce n'est que dans les années 1930 qu'il apparaît plus fréquemment à l'écran. Albert Venohr n'a jamais joué un rôle de premier plan.
En 1946, il travaille comme acteur et metteur en scène au Staatstheater Meiningen (de), avant de retourner à Berlin. Il y fait quelques représentations théâtrales, notamment à la Volksbühne et au Theater am Kurfürstendamm. Au DEFA, il assume plusieurs rôles au cinéma, où il travaille ensuite comme directeur de doublage à partir de 1952. En 1956, il reçoit le prix Heinrich Greif de 2e classe pour son travail de directeur de doublage pour le doublage du film français Le Rouge et le Noir.
Après la construction du mur en 1961, Venohr travaille dans le secteur ouest de Berlin, même si la décision de renoncer à ses relations professionnelles avec la RDA n'a pas été facile pour lui : « J'ai maintenant résilié mon contrat avec la Defa et il est exclu que je puisse aller et venir encore longtemps. Après toutes ces années, ce n'était certes pas facile pour moi de décider de me détacher de tout, mais la situation existant depuis août 1961 ne m'était plus supportable ».
Il reste connu pour la série télévisée Der Forellenhof (1965) avec Hans Söhnker, Jane Tilden, Gerhart Lippert et Helga Anders et Tournee - Ein Ballett tanzt um die Welt (1970) avec Maria Litto, Edith Schultze-Westrum, Gerhart Lippert et Harry Wüstenhagen. En 1967, il est l'un des acteurs principaux du documentaire télévisé en cinq parties Bürgerkrieg in Rußland avec le rôle de Lev Borisowitsch Kamenev. Les autres personnages principaux étant joués par Nikolaj Rytkov, Friedrich G. Beckhaus, Hubert Suschka et Friedrich Schütter.
Venohr s'est marié à l'actrice Maria Griem (1911-1986) en 1942.

## Filmographie

### Au cinéma
- 1918 : Carmen d'Ernst Lubitsch
- 1922 : Nosferatu le vampire (Nosferatu – Eine Symphonie des Grauens)
- 1927 : Gewitter über Gottland  (court métrage)
- 1935 : Jeanne d'Arc (Das Mädchen Johanna)
- 1937 : Die gelbe Flagge (de)
- 1937 : Menschen ohne Vaterland (de)
- 1937 : Starke Herzen
- 1938 : Am seidenen Faden (de)
- 1938 : Andalusische Nächte
- 1938 : Du und ich (de)
- 1938 : Frauen für Golden Hill (de)
- 1938 : Die fromme Lüge
- 1938 : Das Geheimnis um Betty Bonn
- 1938 : Zwischen den Eltern
- 1939 : Hochzeit mit Hindernissen
- 1939 : Im Namen des Volkes (de)
- 1939 : Irrtum des Herzens
- 1939 : Männer müssen so sein
- 1939 : Paradies der Junggesellen
- 1939 : Umwege zum Glück
- 1940 : Achtung! Feind hört mit! (de)
- 1940 : Bismarck
- 1940 : Die 3 Codonas (de)
- 1940 : Fahrt ins Leben (de)
- 1940 : Le Renard de Glenarvon (Der Fuchs von Glenarvon)
- 1940 : Die gute Sieben
- 1941 : Alarm (de) de Herbert B. Fredersdorf
- 1941 : Das andere Ich
- 1941 : Das leichte Mädchen
- 1941 : Ma vie pour l'Irlande
- 1947 : Kein Platz für Liebe
- 1948 : L'Affaire Blum (Affaire Blum)
- 1948 : Grube Morgenrot (de)
- 1949 : Die Brücke (de)
- 1949 : Les Quadrilles multicolores (Die Buntkarierten)
- 1949 : … und wenn’s nur einer wär’ … (de)
- 1949 : Notre pain quotidien (de) (Unser täglich Brot) de Slátan Dudow
- 1949 : J'ai trahi Hitler (Rotation) de Wolfgang Staudte
- 1950 : Bürgermeister Anna
- 1950 : Familie Benthin
- 1950 : Der Kahn der fröhlichen Leute (de)
- 1950 : Saure Wochen – frohe Feste (de)
- 1950 : Le Conseil des dieux (Der Rat der Götter)
- 1951 : Die Sonnenbrucks (de)
- 1951 : Zugverkehr unregelmäßig (de)
- 1951 : Modell Bianka (de)
- 1951 : Das Beil von Wandsbek (de)
- 1951 : Le Sujet de Sa Majesté (Der Untertan) de Wolfgang Staudte
- 1952 : Sein großer Sieg (de)
- 1952 : Karriere in Paris (de)
- 1952 : Das verurteilte Dorf
- 1953 : Die Unbesiegbaren (de)
- 1969 : Feux croisés sur Broadway (Todesschüsse am Broadway)
- 1969 : Reisedienst Schwalbe (de)
- 1978 : Die Faust in der Tasche (de)

### À la télévision
- 1965 : Weimarer Pitaval: Der Fall Harry Domela (de) (série télévisée)
- 1965 : Der Forellenhof (de) (série télévisée)
- 1966 : Das Millionending  (téléfilm en deux parties)
- 1967 : Bürgerkrieg in Rußland (de) (téléfilm)
- 1972 : Mit dem Strom  (téléfilm)
- 1979 : Die Koblanks (de) (série télévisée)

## Au théâtre
- 1925 : Don Carlos de Friedrich Schiller : officier des gardes du corps – mise en scène de Fritz Holl (Volksbühne Berlin)
- 1926 : Der dütsche Michel de Fritz Stavenhagen : Jürn – mise en scène d'Erwin Kaiser (Volksbühne Berlin)
- 1926 : Judith (de) de Friedrich Hebbel – mise en scène de Fritz Holl (Volksbühne Berlin)
- 1927 : Hoppla, wir leben! d'Ernst Toller – mise en scène d'Erwin Piscator ( Piscator stage Berlin)
- 1948 : Der Biberpelz (de) de Gerhart Hauptmann : Motes – mise en scène de Robert Trösch (Volksbühne Berlin)
- 1948 : Der Zimmerherr de Herrmann Mostar : Dr. Lehmann – mise en scène de Wolfgang Böttcher (Volksbühne Berlin)
- 1949 : Tiefe Wurzeln de James Gow : Roy Maxwell – mise en scène de Steffie Spira (Volksbühne Berlin)
- 1953 : Energie de Julius Hay : Ehrenmann – mise en scène d'Otto Lang (Théâtre Maxime Gorki de Berlin)

## Récompenses et distinctions
- (en) Albert Venohr : Awards, sur l'Internet Movie Database